# STX5
STX5‏ (Syntaxin 5) هوَ بروتين يُشَفر بواسطة جين STX5 في الإنسان.

## التفاعل
لقد ثبت أن STX5 يتفاعل مع:
- BET1L،[4][5]
- GOSR1،[4][6]
- GOSR2،[4][6]
- NAPA،
- USO1.[4]